# Artillería de campaña

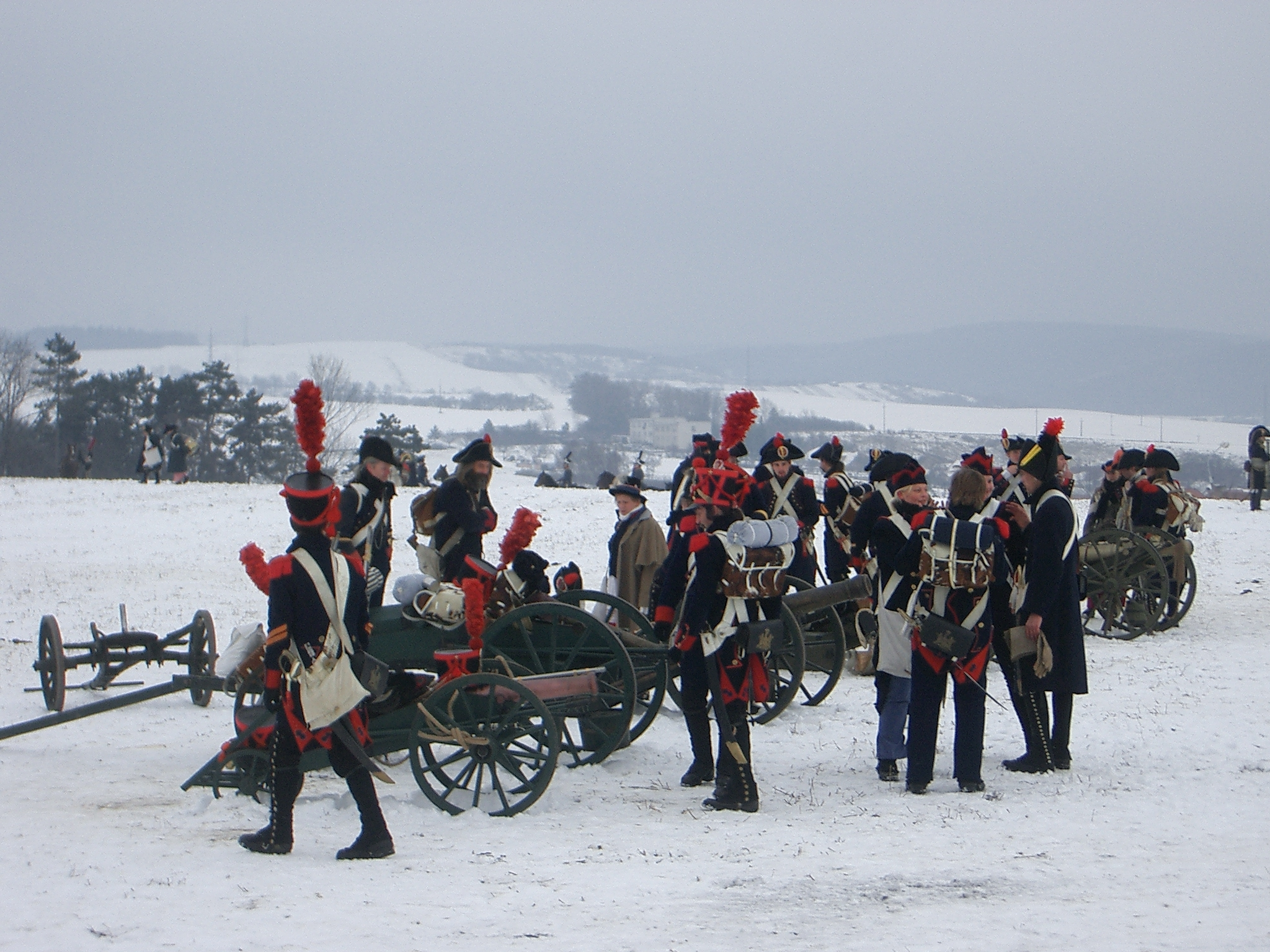
Batería de artillería napoleónica francesa. Foto tomada durante el 200.º aniversario recreación de la batalla de Austerlitz en 1805.

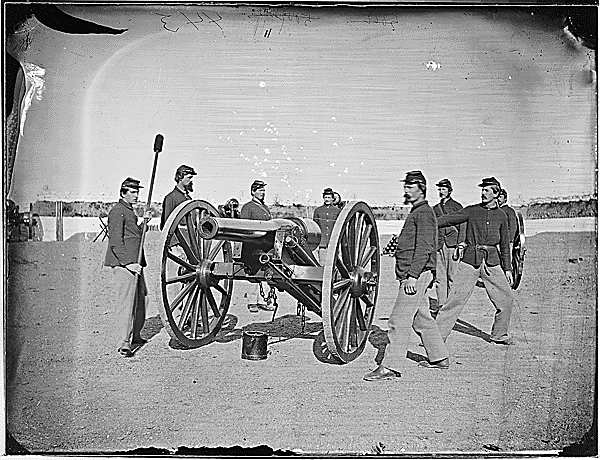
Equipo de cañón de Ejército de EE. UU. en ejercicio, c. 1860.

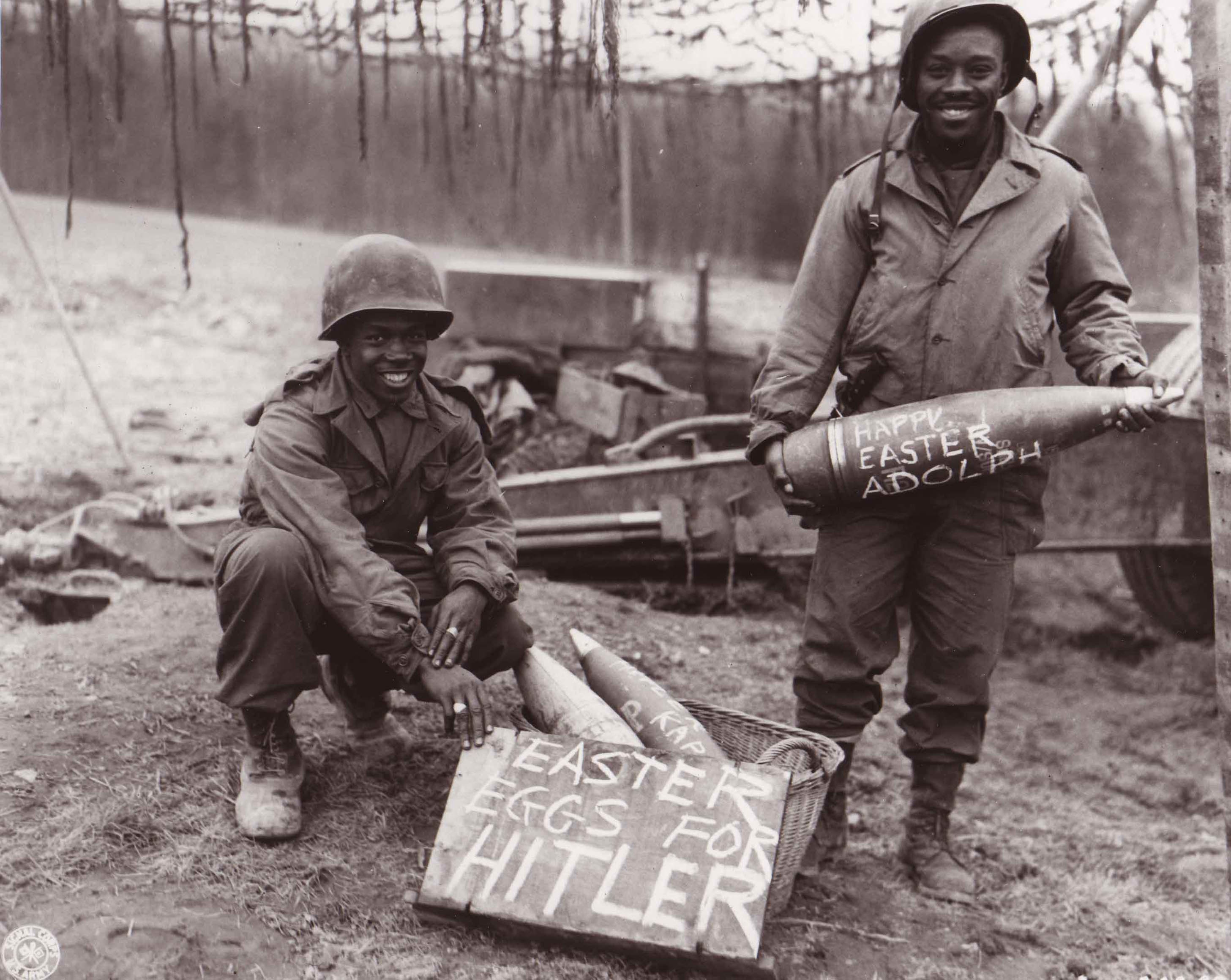
Tropas de Ejército de los EE.UU. en Europa, primavera 1945, con la artillería pela escritos como "huevos de Pascua para Hitler".

Artillería de campaña es una categoría de la artillería móvil utilizada para apoyar ejércitos en el campo de batalla. Estas armas están especializadas para movilidad, capacidad táctica, largo alcance, corto alcance y combate a objetivos a alcances extremadamente largos.
Hasta principios del siglo XX, la artillería de campaña era también conocida como artillería de pie, pues mientras los cañones eran tirados por animales de carga (a menudo caballos), los equipos artilleros normalmente marchaban a pie, por lo que proporcionaban apoyo de fuego principalmente a la infantería. Esto era en contraste a la artillería de caballos, cuyo énfasis era la velocidad, al mismo tiempo que apoyaba a las unidades de caballería, requería armas y equipos más ligeros a caballo.
Mientras que la artillería de caballos ha sido sustituida por la artillería autopropulsada, la artillería de campaña ha sobrevivido hasta hoy tanto en nombre como en misión, aunque con vehículos motorizados remolcando las armas, cargando a las tripulaciones y transportando las municiones. La artillería moderna también ha avanzado a vehículos de ruedas y orugas de despliegue rápido y municiones de precisión capaces de atacar a objetivos de entre 15 y 300 kilómetros.

## Tipos
- Cañón de campaña - capaces de fuego de largo alcance.
- Cañón obús: capaces de disparar ángulos altos o bajos con un cañón largo.
- Obús - capaces de fuego de alto ángulo.
- Cañón de apoyo a la infantería: apoyan directamente unidades de infantería (en su mayoría obsoletas).
- Mortero: armas que disparan proyectiles en un ángulo de más de 45 grados con respecto a la horizontal, las versiones modernas son livianas con municiones explosivas estabilizadas con aletas.
- Cañón de montaña: armas ligeras que se pueden mover a través de terrenos difíciles.
- Lanzacohetes múltiple - lanzacohetes móviles de artillería.

## Historia

### Principios de la artillería moderna

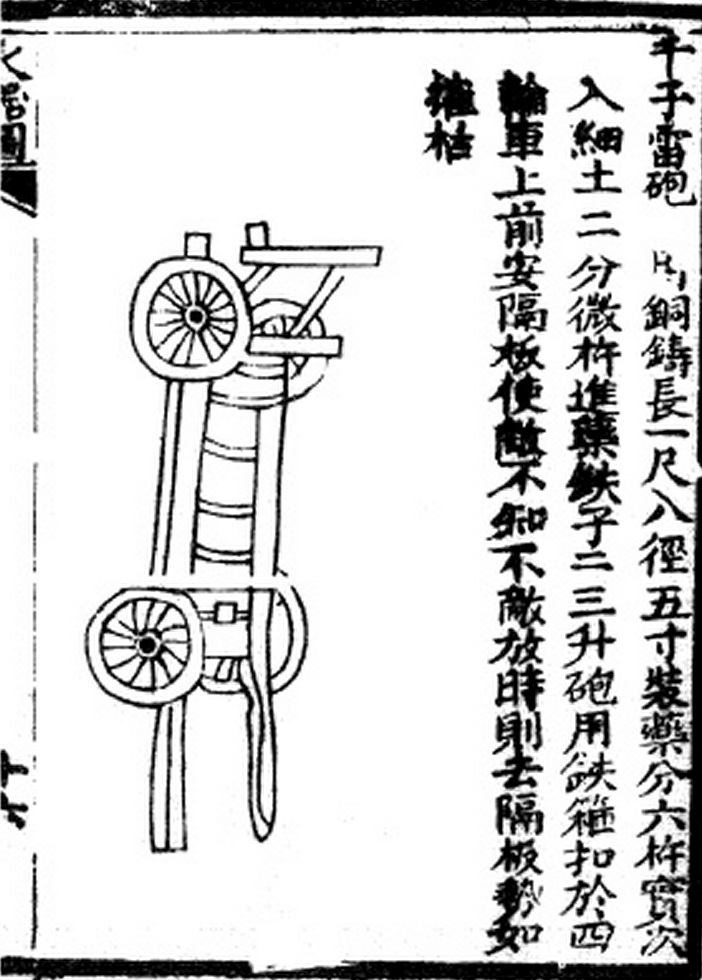
Una ilustración de un "cañón de truenos de mil bolas" de bronce del libro Huolongjing de la dinastía Ming del. El cañón es un ejemplo temprano de artillería de campo de batalla móvil premoderna.

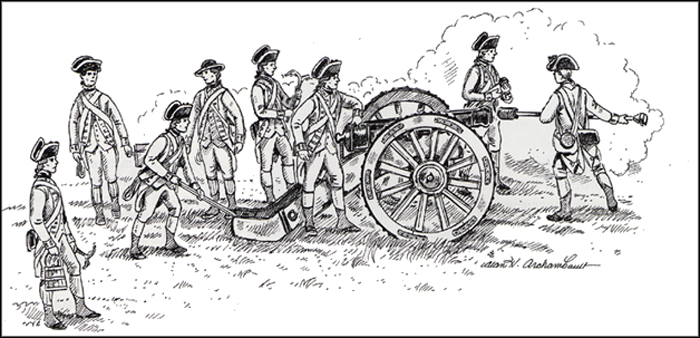
Equipo de artillería estadounidense durante la Guerra Revolucionaria.

La artillería del principio no era adecuada para el campo de batalla, ya que las piezas extremadamente masivas no podían moverse excepto en áreas que ya estaban controladas por el combatiente. Por lo tanto, su papel se limitaba a funciones tales como romper asedios. Después del comienzo de la era de la pólvora, la primera artillería de campaña entró en vigor cuando la metalurgia permitió que los cañones de cañón más delgados resistieran las fuerzas explosivas sin estallar. Sin embargo, todavía existía un grave riesgo de que los constantes cambios del campo de batalla conspiraran para dejar atrás a las unidades de artillería que se mueven lentamente, ya sea en el avance, o más peligrosamente, en retirada. Las unidades de artillería eran particularmente vulnerables al asalto de la caballería ligera, que se utilizaba con frecuencia en este papel. Sólo con un número de invenciones adicionales (como el armón, enganchado al rastro de una pieza de artillería con ruedas equipada con muñones), el concepto de artillería de campo realmente despegó.
Los chinos de la dinastía Ming medieval inventaron la artillería de campo de batalla móvil durante la primera parte del siglo XIV en el momento en que la pólvora y el cañón primordial se adoptaron por primera vez en Occidente. Uno de los primeros usos documentados de la artillería de campo se encuentra en el tratado de la dinastía Ming del siglo XIV Huolongjing. El texto describe un cañón chino llamado "cañón de truenos de mil bolas", fabricado en bronce y atado con ruedas. El libro también describe otra forma móvil de artillería llamada "cañón de ataque bárbaro" que consiste en un cañón conectado a un carro de dos ruedas.

### sigloXX
Antes de la Primera Guerra Mundial, las baterías de artillería de campaña generalmente disparaban directamente a objetivos visibles medidos en distancias de metros y yardas. Hoy en día, las baterías de campo modernas miden objetivos en kilómetros y millas y, a menudo, no atacan directamente al enemigo con fuego directo observado. El aumento de cien veces en el rango de armas de artillería en el siglo XX ha sido el resultado del desarrollo de cañones rayados, mejoras en propelentes, mejores comunicaciones entre observador y artillero, y mejoras técnicas en habilidades computacionales de artillería.
La mayoría de las situaciones de artillería de campaña requieren fuego indirecto debido al clima, el terreno, las condiciones nocturnas, la distancia u otros obstáculos. Estos artilleros también pueden confiar en un observador de artillería entrenado, también llamado observador avanzado, que ve el objetivo y transmite las coordenadas del objetivo al centro de la dirección del disparo, que a su vez traduce esas coordenadas en: una dirección de orientación izquierda-derecha; un ángulo de elevación; un número calculado de bolsas de propelente; y, finalmente, un fusible con un tiempo de espera determinado antes de explotar (si es necesario) para ser configurado, que luego se acopla al proyectil de artillería ahora listo para ser disparado.

## Equipo de artillería de campaña
La artillería de campaña moderna (es decir, después de la Primera Guerra Mundial) tiene tres secciones distintas: Todas las baterías tienen un observador adelantado (OA), centro de dirección del tiro (CDF) y artilleros.
Los observadores avanzados están adelante con la infantería (en rol de apoyo) donde pueden ver los objetivos y pedir tiros (CFF por sus siglas en inglés) sobre ellos. Llaman al CDF en la radio y transmiten una solicitud de fuego en el formato de CFF. El CDF calcula el CFF y envía una desviación y elevación a la línea de la piezas. La línea de la pieza gira la elevación y la desviación especificadas en los obuses, golpea el proyectil de artillería seguido de la bolsa (polvo). Dependiendo del CFF, la línea de armamento disparará la ronda cuando estén listas o cuando el OA llame y les diga que disparen. El OA detecta la ronda y envía una corrección al CDF y el proceso comienza de nuevo hasta que termina.
Las baterías están a muchos kilómetros detrás de la primera línea de tropas. Planifican un lugar donde pueden tener capacidad de fuego durante un cierto tiempo y realizan múltiples misiones de fuego antes de tener que desplazarse.
En operaciones normales, los OA localizan los objetivos y transmiten el CFF a los CDF.
También pueden calcular tareas de «fuego defensivo». Estas son misiones preplanificadas, por lo general justo enfrente o sobre las propias posiciones, diseñadas con la intención de suprimir posibles ataques (donde el fuego se deja caer justo enfrente de una posición amistosa), o al disparar contra un punto recientemente abandonado o rebasarlo para evitar que el enemigo se consolide allí. Debido a que los cálculos ya se han hecho, el fuego puede ser extinguido muy rápidamente cuando sea necesario.

### Reconocimiento y avanzada
El grupo de avanzada consiste en el comandante de la batería, su conductor, primer sargento, sargento de artillería, guía de CDF, guías de armas y representantes de comunicaciones. Inicialmente, el grupo busca posiciones adecuadas para que una unidad de artillería realice misiones de fuego. Luego realizan lo que se conoce como reconocimiento de ruta. El propósito principal de este reconocimiento es determinar la idoneidad de la ruta del movimiento de las unidades. Los elementos que se analizarán incluyen posibles rutas alternativas, cobertura, ocultación, ubicación de obstáculos, sitios de emboscada probables, áreas contaminadas, requisitos de marcado de rutas y el tiempo y la distancia necesarios para recorrer la ruta. Varios factores se tienen en cuenta. Una vez que se determina una ubicación y al llegar a la nueva posición, la parte avanzada realiza un barrido de seguridad y prepara la posición para la ocupación. El propósito de la seguridad del grupo de avanzada con METT-T y la ausencia de tropas enemigas, minas, trampas explosivas, peligros de NBC, etcétera. Si estas amenazas o condiciones están presentes en el área de posición propuesta, el grupo de avanzada interrumpe el contacto con las fuerzas enemigas o marca el campo de minas y los peligros y se mueve para encontrar otra área de posición. El comandante de la batería puede coordinar para obtener efectivos adicionales, o aumentar el grupo de avanzada con efectivos internos, para proporcionar la habilidad adicional de despejar áreas de pequeñas fuerzas enemigas, obstáculos y campos de minas. La cobertura natural debe ser utilizada al máximo. La seguridad es continua a lo largo de las operaciones anticipadas del grupo. Una vez que se determina que una ubicación es segura, la avanzada prepara la posición para un posible emplazamiento de obús. Esto consiste en varios procedimientos, como escoltar a cada obús a su posición preparada, establecer comunicaciones, proporcionarle a la unidad su azimut inicial de fuego y proporcionarle a cada arma una desviación inicial. En el caso del Ejército de los Estados Unidos, todo este proceso se trata en el Capítulo 2 6-50 del Manual del Ejército.

### Observador Adelantado
Debido a que la artillería es un arma de fuego indirecto, el observador delantero (FO) debe adoptar una posición en la que pueda observar al objetivo usando herramientas como binoculares y telémetros láser y llamar a las misiones de fuego en su radio o teléfono.
El OA generalmente establece un puesto de observación (PO) cubierto y oculto en el suelo, desde el cual puede ver al enemigo. Sin embargo, también puede estar en el aire: este fue uno de los primeros usos de aviones en la Primera Guerra Mundial. Debe tener mucho cuidado de no ser observado por el enemigo, especialmente si está en una posición estática. El descubrimiento de un PO no solo pone en peligro su seguridad personal; También dificulta la capacidad de la batería para prender fuego.
Usando un formato estandarizado, el OA envía referencias de mapas y orientación al objetivo, una breve descripción del objetivo, una munición recomendada para usar y cualquier instrucción especial como "cerca del peligro" (la advertencia de que las tropas amigas están a 600 metros del objetivo cuando usando artillería, requiriendo precisión extra de las armas).
El OA y la batería iterativamente «caminan» el fuego hacia el objetivo. El Centro de Dirección de Fuegos (CDF, por sus siglas en inglés) indica al OA que han disparado y el OA sabe observar la caída del disparo. Luego señala las correcciones. Estos normalmente tienen la forma de izquierda / derecha de la línea de rumbo y la distancia a lo largo de ella, por ejemplo, «derecha 50, agregar 100» (distancia en metros). Cuando el fuego es lo suficientemente bueno, el OA dice «apuntan al blanco, disparan para el efecto».
Si la misión requiere una barrera para caminar, él puede continuar enviando órdenes de corrección.
Se puede solicitar al OA que dispare fuego directo para apoyo aéreo cercano y / o artillería naval, además de obuses basados en artillería de campo y unidades de mortero de infantería. El Manual de Campaña del Ejército de los Estados Unidos que describe los deberes y responsabilidades es FM 6‑30, Tácticas, Técnicas y Procedimientos para el Fuego Observado.

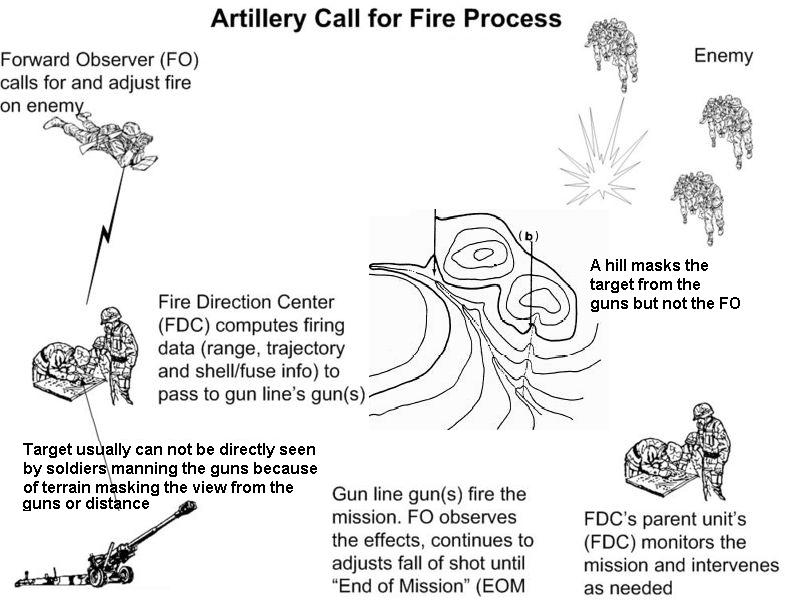
Invocar y ajustar el fuego de artillería en un objetivo visible para un observador avanzado pero no para los soldados que manejan las armas, ellos mismos.

### Centro de dirección del fuego
Típicamente, hay un CFD para una batería de seis cañones, en una división ligera. En una configuración típica de división pesada, existen dos CDF capaces de operar dos secciones de cuatro cañones, también conocidas como baterías divididas. El CDF calcula los datos de disparo (dirección del fuego) para las armas. El proceso consiste en determinar la ubicación precisa del objetivo en función de la ubicación del observador, si es necesario, y luego calcular el rango y la dirección hacia el objetivo desde la ubicación de las armas. Estos datos se pueden calcular manualmente, utilizando transportadores especiales y reglas de deslizamiento con datos de disparo precalculados. Se pueden agregar correcciones para condiciones tales como una diferencia entre las altitudes del objetivo y el obús, la temperatura del propulsor, las condiciones atmosféricas e incluso la curvatura y rotación de la Tierra. En la mayoría de los casos, se omiten algunas correcciones, sacrificando la precisión por la velocidad. En las últimas décadas, los CDF se han informatizado, lo que permite un cálculo mucho más rápido y preciso de los datos de disparo. El CDF en el nivel del batallón es responsable de registrar las posiciones amigas y enemigas, rastrear las municiones disponibles de la batería y determinar la respuesta óptima para atacar a un objetivo identificado por el OA.

### Puesto de comando
En la mayoría de las Baterías de Artillería, el Puesto de Comando (PC) controla el disparo de las armas. Por lo general, se encuentra en el centro de la batería para poder comunicarse fácilmente con las piezas. El PC debe estar bien camuflado, pero el Oficial del Puesto de Comando (OPC) debe poder ver todas las armas con facilidad. Los marcadores de piezas a veces se colocan frente al PC para recordar al OPC qué pieza está en qué posición. El OPC es asistido por dos "Acks", es decir, asistentes, que operan las computadoras de datos de fuego. El Oficial de Posición de Pieza (OPP) y el OPC trabajan en conjunto para garantizar que los datos calculados por los Acks sean precisos y seguros. El señalizador de PC está en contacto con el Puesto de Observación, donde el Oficial de Observación Avanzada (OOA), trabaja con el equipo del PO para identificar los objetivos y transmitir de vuelta los datos de disparo. En los últimos años, las radios con auriculares se han convertido en algo común para la comunicación entre el OPC y los comandantes de destacamento de piezas.

### Piezas
La pieza final del rompecabezas es la propia línea de piezas. El CDF transmitirá una orden de advertencia a las piezas, seguidas de las órdenes que especifican el tipo de munición y la configuración de la boquilla, el rumbo, la elevación y el método de ajuste u órdenes de fuego de eficacia. Las órdenes de elevación (dirección vertical) y de los rodamientos se especifican en mils, y cualquier instrucción especial, como esperar a que el comando del observador dispare a través del CDF. Las cuadrillas cargan los obuses y cruzan y elevan el cañón hasta el punto requerido, utilizando las manivelas (generalmente en las piezas remolcadas) o el sistema hidráulico (en los modelos autopropulsados).

## Fuego de contra-batería
El fuego destinado a desactivar o destruir las armas enemigas se conoce como fuego de contra-batería.
Eliminar la amenaza planteada por la artillería enemiga es un objetivo importante en el campo de batalla. La mayoría de las veces, las baterías enemigas están demasiado lejos para que la infantería ataque, por lo que corresponde a la artillería hacer este trabajo.
La batería utiliza una variedad de técnicas para calcular la posición de la batería enemiga, y luego puede disparar sobre ella. Si es posible, un OA puede acceder a una posición para disparar directamente a las armas enemigas; ya sea en el suelo o en el aire, o una batería puede ubicarse usando un radar de contra-batería, que puede usarse para observar la caída de proyectiles enemigos y así calcular su trayectoria. Una trayectoria calculada correctamente revelará la ubicación desde la cual se disparó la bomba, la información que luego se puede pasar a un puesto de comando de batería propia como una misión de fuego.

### Defensas en contra el fuego contra-batería
Para defenderse contra el fuego de la batería, hay dos puntos de ataque: eliminar la capacidad del enemigo para observar o hacer que sus observaciones sean irrelevantes / obsoletas.
Para eliminar la habilidad de observar uno debe atacar los efectivos de observación. Debido a que la mayoría de los radares de contra-batería son activos, la ubicación puede determinarse electrónicamente al escuchar los haces. Si uno sospecha que su posición está siendo observada por un observador avanzado encubierto, se ordenará una misión, ya sea artillería o infantería, para hacer frente a esta amenaza.
Alternativamente, uno puede optar por hacer obsoletas sus observaciones moviendo repetidamente las armas: por lo tanto, las armas autopropulsadas.
Las piezas remolcadas normales pueden demorar un tiempo en emplazarse y volver a montarse, y no están blindadas, por lo que son vulnerables a contraataques y toman un tiempo para activarse cuando se encuentran en una nueva ubicación.
Las armas autopropulsadas no sufren de estas restricciones. Pueden conducir, dejar caer sus armones, disparar y seguir adelante. Debido a su armadura, son menos vulnerables al fuego de la contra-batería. Sin embargo, esta armadura es liviana en comparación con la de un tanque, por lo que protege solo contra fuego ligero (por ejemplo, ametralladoras) y metralla.
Otra desventaja de las artillerías autopropulsadas es que tienden a estar equipadas con piezas más ligeras y menos precisas. Dependiendo de la naturaleza de la batalla que se esté librando, cualquiera de estos inconvenientes, o ambos, podría ser una restricción severa. Sin embargo, esto no es necesariamente cierto en el caso de los cañones autopropulsados modernos, como el PzH 2000 alemán. Tiene un armamento principal de 155 mm que puede alcanzar los 60 km con los disparos asistidos, tiene una velocidad máxima de 67 km / h (41 mph) en la carretera y a 45 km / h (28 mph) fuera de la carretera, y tiene un sistema de control de fuegos totalmente computarizado que le permite disparar antes de que el enemigo pueda inmovilizarlo para disparar en contra de la batería. Tiene una velocidad de disparo de 10 disparos por minuto.

## Unidades de nivel superior de los Estados Unidos
Los CDF también existen en el siguiente batallón de nivel superior que "posee" de dos a cuatro baterías de artillería. Una vez más, existe un CDF en la brigada del Ejército de los Estados Unidos o en el nivel de regimiento USMC que "posee" a los batallones. Estos CDF de nivel superior monitorean las misiones de fuego de sus unidades subordinadas y coordinarán el uso de múltiples baterías o incluso de varios batallones en lo que se denomina batallón o misión de brigada / regimiento. En los ejercicios de entrenamiento y de guerra, hasta 72 cañones de 3 batallones pueden coordinarse para poner "acero en el objetivo" en lo que se denomina "brigada / tiempo de regimiento en el blanco". La regla es "el silencio es el consentimiento", lo que significa que si la unidad inferior no escucha un "cancelar la misión" (no dispara) o incluso una orden de "activación de control" (cese de la activación) de la unidad de monitoreo superior, entonces la misión continúa. Las unidades de nivel superior controlan las misiones de su unidad subordinada con fines tanto activos como pasivos. Las unidades de nivel superior también pueden involucrarse para coordinar el fuego de artillería a través de los límites de coordinación de apoyo de fuego (a menudo líneas paralelas en los mapas) donde una unidad no puede disparar sin permiso de unidades superiores y / o adyacentes que "poseen" el territorio.

## Batallas de artillerías importantes
- Batalla de Chaldiran
- Batalla de Khanua
- Batalla de Panipat (1526)
- Batalla del Somme
- Tercera batalla de Ypres
- Batalla de Dien Bien Phu
- Batalla de las Ardenas
- Batalla del Monte Calvo
- Sitio de Petropavlovsk
- Batalla de Aquisgrán
- Batalla de las Colinas de Seelow
- Batalla de Berlín
- Conflicto fronterizo sino-soviético
- Batalla de Hanko (1941)
- Batalla de Halbe
- Segunda batalla de Faluya
- Operación Medusa
- Asedio de Sangin
- Batalla del embalse de Chosin
- Sitio de Khe Sanh
- Batalla del río Almá
- Batalla de San Carlos (1813)
- Batalla de Remagen
- Operación Cobra
- Ofensiva del Báltico
- Operación Karbala 5
- Segunda Batalla de Al Fao
- Batalla de Königsberg
- Batalla de Stallupönen
- Batalla de Gumbinnen
- Batalla de Tannenberg (1914)
- Batalla de Bolimov
- Ofensiva de Gorlice-Tarnów
- Gran retirada rusa
- Ofensiva del Lago Naroch
- Masacre de Dinant
- Batalla de Mons
- Primera batalla de Ypres
- Ofensiva de Erzurum
- Batalla de Moscú
- Operación Antes del Amanecer
- Batalla de Neuve Chapelle
- Batalla de Amiens (1918)
- Batalla del río Ch'ongch'on
- Batalla de Kiev (1943)
- Batalla de Kapyong
- Guerra de Kargil
- Guerra de las Malvinas